# Kenzō Yokoyama
Kenzō Yokoyama (横山 謙三?, Yokoyama Kenzō; Saitama, 21 gennaio 1943) è un allenatore di calcio ed ex calciatore giapponese, di ruolo portiere.

## Carriera
Ha giocato per 11 anni con la squadra del Mitsubishi Motors, squadra successivamente nota come Urawa Red Diamonds. Con la nazionale ha partecipato alle Olimpiadi 1964 e a quelle del 1968 vincendo, nella seconda edizione, la medaglia di bronzo.

## Statistiche

### Presenze e reti nei club
| Stagione | Squadra       | Campionato | Campionato | Campionato |
| Stagione | Squadra       | Comp       | Pres       | Reti       |
| -------- | ------------- | ---------- | ---------- | ---------- |
| 1966     | Mitsubishi HI | JSL        | 14         | -?         |
| 1967     | Mitsubishi HI | JSL        | 14         | -?         |
| 1968     | Mitsubishi HI | JSL        | 14         | -?         |
| 1969     | Mitsubishi HI | JSL        | 14         | -?         |
| 1970     | Mitsubishi HI | JSL        | 14         | -?         |
| 1971     | Mitsubishi HI | JSL        | 14         | -?         |
| 1972     | Mitsubishi HI | JSL1       | 14         | -?         |
| 1973     | Mitsubishi HI | JSL1       | 18         | -?         |
| 1974     | Mitsubishi HI | JSL1       | 18         | -?         |
| 1975     | Mitsubishi HI | JSL1       | 2          | -?         |
| 1976     | Mitsubishi HI | JSL1       | 0          | 0          |
| 1977     | Mitsubishi HI | JSL1       | 0          | 0          |
|          | Totale        |            | 136        | -?         |

## Palmarès

### Giocatore

#### Club
- Japan Soccer League: 2

Mitsubishi HI: 1969, 1973
- Coppa dell'Imperatore: 2

Mitsubishi HI: 1971, 1973

#### Nazionale
- Bronzo olimpico: 1

Città del Messico 1968